# مونیکا کالین
مونیکا کالین (به انگلیسی: Monika Kaelin) یک مدل و بازیگر آمریکایی است. وی مدل منتخب مجله پنت‌هاوس در می‌۱۹۸۰ بود.

## فیلم‌شناسی
- S.A.S:۱۹۸۳
- San Salvador:۱۹۸۳
- Die Schule Brennt:۱۹۹۱